# Cheshmeh-ye Ḩammām Morteẕá ‘Alī
Cheshmeh-ye Ḩammām Morteẕá ‘Alī (persiska: Āb-e Garm-e Ma‘danī Morteẕá ‘Alī, آب گرم معدنی مرتضی علی, چشمه حمام مرتضی علی) är en källa i Iran.   Den ligger i provinsen Khorasan, i den östra delen av landet, 600 km öster om huvudstaden Teheran. Cheshmeh-ye Ḩammām Morteẕá ‘Alī ligger 1 260 meter över havet.
Terrängen runt Cheshmeh-ye Ḩammām Morteẕá ‘Alī är kuperad åt nordväst, men åt sydost är den bergig.Runt Cheshmeh-ye Ḩammām Morteẕá ‘Alī är det mycket glesbefolkat, med 5 invånare per kvadratkilometer. Närmaste större samhälle är Khānīk, 17,7 km norr om Cheshmeh-ye Ḩammām Morteẕá ‘Alī. Trakten runt Cheshmeh-ye Ḩammām Morteẕá ‘Alī är ofruktbar med lite eller ingen växtlighet.